# Canute Mikkelsen
Canute Mikkelsen (ou Canute Cobson) foi um prelado católico romano que serviu como bispo de Viborg de 1451 a 1478.

## Biografia
No dia 14 de abril de 1451, Canute Mikkelsen foi nomeado bispo de Viborg durante o papado de Nicolau V. A 5 de março de 1452, foi consagrado bispo por Radulfo, bispo de Città di Castello, com Giovanni Castiglione, bispo de Penne e Atri, e Marco Marinoni, bispo de Alexandria, servindo como co-consagradores. Ele serviu como bispo de Viborg até à sua renúncia em 1478.